# Atractocarpus chartaceus
Atractocarpus chartaceus är en måreväxtart som först beskrevs av Ferdinand von Mueller, och fick sitt nu gällande namn av Christopher Francis Puttock. Atractocarpus chartaceus ingår i släktet Atractocarpus och familjen måreväxter. Inga underarter finns listade i Catalogue of Life.